# Nemanja Ćalasan
Nemanja Ćalasan (in serbo Немања Ћаласан?; Foča, 24 novembre 1985) è un allenatore di pallacanestro ed ex cestista serbo con cittadinanza svizzera.